# Videojockey (televisie)
Een videojockey of vj is een presentator op een muziekzender op televisie. Het werk van een videojockey bestaat grotendeels uit het aan elkaar praten van videoclips. De term is analoog aan dj (diskjockey), iemand die muziekstukken voor het aanwezige publiek of voor de radio achterelkaar afspeelt en presenteert op een manier die meerwaarde aan het programma geeft.
Op televisie in Nederland en Vlaanderen waren vj's vooral te zien bij de muziekzenders MTV, Xite en TMF (Vlaanderen) en ook bij TMF Nederland en The Box. 

## Nederlandse vj's
- Simone Angel (1989-1998, MTV Europe)
- Marijne van der Vlugt (1991-1995, MTV Europe)
- Lars Oostveen (?, MTV Europe)
- Bridget Maasland (1995-2000, TMF)
- Erik de Zwart (1995-2003, TMF en MTV)
- Fabienne de Vries (1995-1999, TMF)
- Isabelle Brinkman (1995-1998, TMF)
- Michael Pilarczyk (1995-1998, TMF)
- Ruud de Wild (1995-1998, TMF)
- Sylvana Simons (1995-1999, TMF)
- Wessel van Diepen (1995-1998, TMF)
- Katja Schuurman (1997-1999, MTV Europe)
- Tooske Breugem (1998-2002, TMF en MTV)
- Daphne Bunskoek (1998-2002, TMF en MTV)
- Jeroen Nieuwenhuize (1998-2007, TMF en MTV)
- Zarayda Groenhart (2005-2007, The Box en TMF)
- Mental Theo (1999-2005, TMF en MTV)
- Sonja Silva (1999-2001, TMF)
- Fleur van der Kieft (2000-2002, MTV)
- Johnny de Mol (2001-2003, TMF en MTV)
- Kristina Bozilovic (2001-2003, TMF en MTV)
- Sander Lantinga (2002-2004, MTV)
- Barbara Karel (2002-2006, MTV)
- Sylvie Meis (2003-2004, MTV en TMF)
- Renate Verbaan (2004-2006, TMF)
- Lauren Verster (2005, The Box)
- Miljuschka Witzenhausen (2005-2008, TMF)
- Dennis Weening (2005-2013, MTV)
- Evelien Bosch (2006-2007, MTV)
- Valerio Zeno (2006-2008, TMF)
- Nikkie Plessen (2006-2008, TMF)
- Saar Koningsberger (2007-2010, TMF)
- Sascha Visser(2008-2010, TMF)
- Veronica van Hoogdalem (2008-2011, TMF)
- Amir Charles (2008-2011, TMF en MTV)
- Tess Milne (2010-2011, TMF en MTV)

## Belgische vj's
- Yasmine (1998-2000, TMF)
- Inge Moerenhout (1998-2001, TMF)
- Katja Retsin (1998-2002, TMF)
- Werner De Smedt (?, TMF)
- Gene Thomas (1999-2001, TMF)
- Roos Van Acker (1999-2001, TMF)
- Saartje Vandendriessche (2002-2003, TMF)
- Elke Vanelderen (2000-2003, TMF)
- Evi Hanssen (2001-2003, TMF)
- Leki (2003-2004, TMF)
- Anke Buckinx (2004-2006, TMF)
- An Lemmens (2003-2007, TMF)
- Frank Molnar (2004-2008, TMF)
- Stijn Smets (1998-2012, TMF)
- Caren Meynen (2001-2008, TMF)
- Olivier Coumans (2003-2012, TMF)
- Sean Dhondt (2005-2009, TMF en JIM)
- Wendy Huyghe (2006-2009, TMF)
- Sofie Engelen (2006-2011, TMF)
- Lynn Pelgroms (2007-2011, TMF)
- Astrid Demeure (2008-2011, TMF)